# Caso julgado
O caso julgado consiste no efeito atribuído pela ordem jurídica às decisões finais proferidas por determinado órgão jurisdicional em determinado processo que, porque se encontra já ultrapassado o prazo para das mesmas recorrer para um Tribunal superior, passam a ter-se por juridicamente consolidadas, ou seja, inalteráveis no que respeita à definição jurídica da situação sobre a qual versaram.
Importará, por outro lado, distinguir o caso julgado material do caso julgado formal.
Figura homóloga (mas distinta), importada do direito processual civil para o direito administrativo, consiste no designado caso decidido ou caso resolvido. O Principio do Caso Julgado decorre do Principio da Segurança Jurídica.
Em outras palavras, caso julgado, previsto na LINDB, é a característica de imutabilidade encontrada em alguma decisão proferida. Quando se forma a coisa julgada ou caso julgado, a decisão proferida não é passível de revisão, ou seja, não mais cabe recurso a tal sentença. Vale ressaltar que, em casos especiais, cabe a ação rescisória, isto é, mecanismo pelo qual a coisa julgada poderá ser revista.